# Silvio Camboni
Pour les articles homonymes, voir Camboni.
Silvio Camboni, né le 4 septembre 1967 à Santadi (Cagliari), est un dessinateur de bande dessinée italien.
Dessinateur de l'univers Disney en Italie et au Danemark depuis la fin des années 1980, il s'est diversifié en travaillant pour le marché franco-belge depuis le début des années 2000, devenant l'un des principaux collaborateur du scénariste Denis-Pierre Filippi.

### Publications en français
- Le Vin illustré en bandes dessinées, avec Mo/CDM, La Sirène, 2001  (ISBN 2884613390).
- Le foot illustré en bandes dessinées, avec Mo/CDM, La Sirène, 2002  (ISBN 2884614753).
- Gargouilles (bande dessinée), avec Denis-Pierre Filippi, Les Humanoïdes Associés :

1. La Clé du temps, 2004  (ISBN 2731662972).
2. Les Gardiens, 2005  (ISBN 2731616520).
3. Phidias, 2007  (ISBN 9782731618099).
4. Le Double maléfique, 2008  (ISBN 9782731621990).
5. Le Livre des mages, 2009  (ISBN 9782731622409).
6. La Dernière Porte, 2012  (ISBN 9782731623307).

- Néfésis, avec Denis-Pierre Filippi, Dupuis, coll. « Empreinte(s) » :

1. Résurrections, 2006  (ISBN 2800138556)[2].
2. Néménès, roi maudit d'Aboucinti, 2007  (ISBN 9782800139524).

- Willy Wonder t. 1 : Le Clan du Panda cruel, avec Francesco Artibani, Vents d'Ouest, coll. « Jeunesse », 2011  (ISBN 9782749306148).
- Le Voyage extraordinaire, avec Denis-Pierre Filippi, Vents d'Ouest :

1. Le Trophée Jules Verne 1/3, 2012  (ISBN 9782749306131)[3].
2. Le Trophée Jules Verne 2/3, 2013  (ISBN 9782749307183).
3. Le Trophée Jules Verne 3/3, 2014  (ISBN 9782749307374).
4. Les Îles mystérieuses 1/3, 2016  (ISBN 9782749308029). Prix Graphique Actusf de l’Uchronie 2016.
5. Les Îles mystérieuses 2/3, 2017  (ISBN 9782749308159).
6. Les Îles mystérieuses 3/3, 2018  (ISBN 9782749308265).
7. Vingt Mille Lieues sous les glaces 1/3, 2020  (ISBN 9782749309293).
8. Vingt Mille Lieues sous les glaces 2/3, 2021  (ISBN 9782749309309)[4].
9. Vingt Mille Lieues sous les glaces 3/3, 2022  (ISBN 9782749309316).
10. Voyage au centre des terres 1/3, 2023  (ISBN 9782749309798).

- Les Mondes cachés, avec Denis-Pierre Filippi, Les Humanoïdes associés :

1. L'Arbre-Forêt, 2015  (ISBN 9782731695328)[5].
2. La Confrérie secrète, 2016  (ISBN 9782731669350).
3. Le Maître des craies, 2019  (ISBN 9782731645026).
4. La Vallée oubliée, 2019  (ISBN 9782731664829).

- Mickey et l'Océan perdu, avec Denis-Pierre Filippi, Glénat, 2018  (ISBN 9782344025055)[6].
- Mickey et la Terre des anciens, avec Denis-Pierre Filippi, Glénat, 2020  (ISBN 9782344038314)[7].
- Prima Spatia, avec Denis-Pierre Filippi, Vents d'Ouest :

1. L'Héritière, 2022  (ISBN 9782749309811).
2. La Traque, 2024  (ISBN 9782749310022)[8].